# Paloma Tocci
 (mai 2023).
Paloma Garrues Soubihe Tocci, mieux connue comme Paloma Tocci (née le 12 juillet 1982 à São Paulo), est une présentatrice et journaliste brésilienne.

## Biographie
Le nom de famille de Paloma vient d'Italie, hérité de ses grands-parents (Tòcci). EIle est diplômé en journalisme des Faculdades Integradas Alcântara Machado. Elle fait un stage chez Rede Bandeirantes, d'abord dans la salle de rédaction du journalisme, puis dans le sport. Elle travaille comme journaliste sportive pendant quatre ans à l'émission Jogo Aberto et à l'émission Galera Gol sur la radio Transamérica Pop de São Paulo. Elle a déjà été présentatrice sur la chaîne payante BandSports et alors qu'elle était encore chez Band, elle est reporter aux Jeux panaméricains de 2007 et aux Jeux olympiques de Pékin en 2008, où elle est choisie par des journalistes du monde entier comme égérie de la presse de Centre des Jeux Olympiques de Pékin.
Le 5 avril 2010, elle signe un contrat avec RedeTV! après avoir reçu une proposition du diffuseur,, en plus de présenter Belas na Rede sur la même chaîne. Après deux ans, elle retourne à Rede Bandeirantes, où elle travaille comme reporter et présentatrice. Elle présente le programme Deu Olé jusqu'au 16 mars 2013. Du lundi au vendredi, elle présente le programme Zoo, le Café com Jornal, et sporadiquement le Jogo Aberto, puis, le dimanche, le Band Esporte Clube. Elle présente également De Primeira sur Bradesco Esportes FM.
Elle rejoint la rotation des présentateurs de Jornal da Band en 2014 et, l'année suivante, commence à présenter le journal avec le journaliste Ricardo Boechat, en remplacement de Ticiana Villas Boas, qui a déménagé à Sistema Brasileiro de Televisão,. Paloma poursuit cette activité jusqu'au 1er février 2019, date à laquelle le non-renouvellement de son contrat avec le diffuseur est annoncé. En 2020, elle est revenue au diffuseur pour commander le bloc sportif du Jornal da Band et du Band Esporte Clube, peu de temps après que Paloma ait cessé de présenter uniquement le bloc sportif dans le journal et ait commencé à commander l'information en général aux côtés de Joana Treptow, Lana Canepa et Eduardo Oinegue. En octobre 2024, Paloma a quitté Band for Record et est devenue membre de l'équipe sportive du diffuseur à partir de 2025. Ses débuts sur le nouveau diffuseur ont eu lieu le 27 novembre 2024 sur JR Esporte, la section sportive du Jornal da Record.

## Vie privée
Entre 2016 et 2020, Paloma était mariée à l'homme d'affaires Felipe Maricondi. Le 18 juin 2018, la première fille du couple, nommée Maya, est née.
En 2020, elle assume publiquement être en couple avec le pilote Rubens Barrichello.